# Лукас Фернандес
Лукас Фернандес (дан. Lukas Fernandes, нар. 1 березня 1993, Копенгаген) — данський футболіст, воротар клубу «Сеннер'юск».
Його батько родом з Португалії. 
Виступав, зокрема, за клуби «Люнгбю», а також «Орхус».

## Клубна кар'єра
У дорослому футболі дебютував 2011 році виступами за команду клубу «Люнгбю», в якій провів три сезони, взявши участь у 35 матчах чемпіонату. 
До складу клубу «Орхус» приєднався 2014 року. За команду «Орхус» відіграв два сезони та провів 15 матчів.
20 червня 2016 приєднався до клубу «Сеннер'юск» відтоді встиг зіграти за цей клуб 13 матчів.

## Виступи за збірні
З 2008 по 2012 виступав за юнацьку збірну Данії, взяв участь у 15 іграх на юнацькому рівні.
2016 року залучався до складу молодіжної збірної Данії. Наразі провів лише один матч.
2016 року залучався до складу олімпійської збірної Данії. У складі збірної — учасник  футбольного турніру на Олімпійських іграх 2016 року у Ріо-де-Жанейро.